# Hrpelje-Kozina

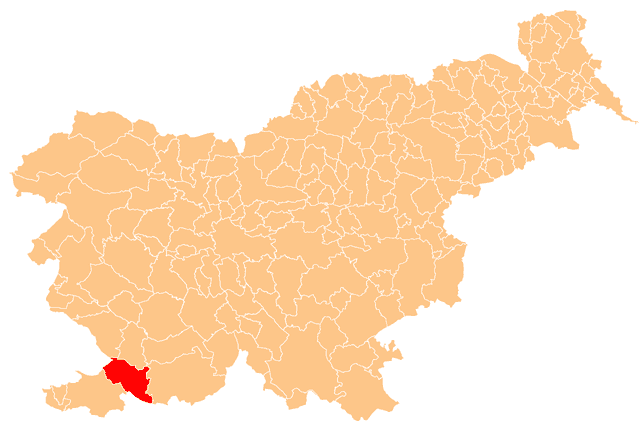
Hrpelje-Kozinas läge i Slovenien

Hrpelje-Kozina är kommun i södra Slovenien. Den hade 4 187 invånare år 2008 på 192,2 km². Största orter är Hrpelje och Kozina. Inom kommunen finns en större gränsövergång till Italien.